# Нарвська культура

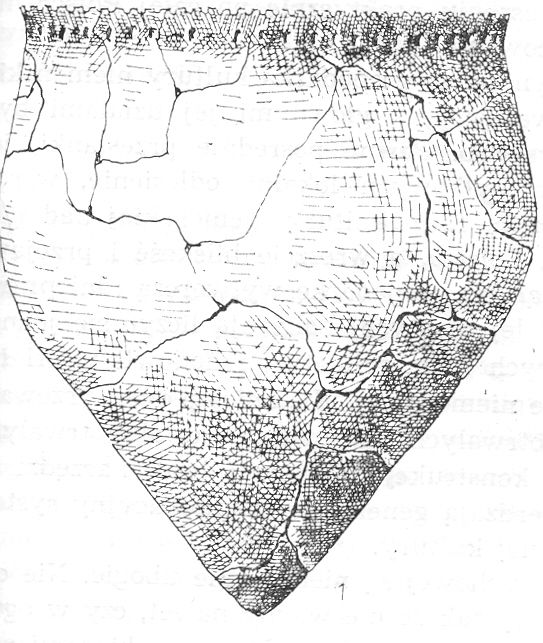
балтійський глек, археологічна культура V—III тис. до н. е.

На́рвська культу́ра (біл. Нарвенская культура) — неолітична археологічна культура, названа за місцем відкриття на річці Нарва, в північно-східній Естонії. Висунута в 1950-х роках Н. М. Гуріною і Л. Яанітсом. Була поширена на території східної частини сучасної Балтії, від Південного Приладожжя до Білорусі, V—III тис. років до н. е. Розвинулася на базі кундської культури.
На території Білорусі пам'ятники нарвської культури поширені в Подвінні, за винятком південно-східної частини, у верхній течії р. Березини (басейн Дніпра). Найважливіші стоянки: «Осовець 4», «Заценне», «Сосенка 3». Нарвська культура, особливо на південній та південно-західній периферії, відчувала сильні впливи чужо-культурних племен Понемання і Подніпров'я. У 2-й половині IV тис. до н. е. у південно-східну Балтію почалася активна експансія зі східної Балтії племен культури ямково-гребінцевої кераміки. На півночі Білорусі під їхнім впливом нарвська культура змінилася і поступово трансформувалося в усвятську культуру середнього неоліту.
Стоянки утворювалися переважно поблизу водойм на невеликих пагорбах. Житла були напівземлянками, а подекуди вже наземні чотирикутні будівлі з дерев'яними елементами конструкції, двосхилим дахом, а також підлогою, устеленою корою або піском.
Види господарства — рибальство, полювання, збиральництво, зачатки землеробства, — з характерними рисами осілості.
Зважаючи на приступність кременю, знаряддя з нього були вкрай рідкісними. Це змушувало вести обмін і покладатися на місцеві матеріали: сланець, кістки, ріг, дерево. Знайдені артефакти відображають високий рівень розвитку обробки рогу і кістки — наконечники стріл, гарпуни, гачки, численні різні інструменти і дерев'яні рукоятки до них. Кераміка двох типів: великі гостродонні судини (до 30 л) і невеликі плоскодонні миски.
Зникає під натиском племен ямочно-гребінцевої кераміки, хоча окремі популяції на заході могли дожити до приходу індоєвропейських народів культури бойових сокир — пращурів германців, балтів і слов'ян. Як імовірно гібридна культура (між «нарвською» і «бойових сокир») вважається жуцевська культура.